# Gabriele Schwarz (Geographin)
Gabriele Schwarz (geboren 29. November 1914 in Charlottenbrunn in Niederschlesien; gestorben 13. März 1988 in Freiburg im Breisgau) war eine deutsche Geographin.

## Leben
Gabriele Schwarz studierte in Breslau und Freiburg i. Br. Geographie, Geologie und Mathematik. Sie promovierte 1940 an der Universität Breslau mit einer Arbeit über das Habelschwerdter Gebirge zum Dr. rer. nat. Von 1940 bis 1945 arbeitete sie als Assistentin am Geographischen Institut der Universität Breslau und ab 1946 an der Universität Hannover. Am 28. Juli 1949 folgte die Habilitation über die „Grundzüge der Kulturgeographie“. Vom Wintersemester 1952/53 bis zum Sommersemester 1955 vertrat sie vertretungsweise den Lehrstuhl für Geographie an der Universität Hannover.
Ab 1956 war sie Dozentin am Geographischen Institut der Albert-Ludwigs-Universität Freiburg und wurde 1965 Professorin für Geographie an die Freiburger Universität. Ihre wissenschaftlichen Schwerpunkte waren die Kultur-, Wirtschafts- und Siedlungsgeographie. In Freiburg starb sie 1988.

## Veröffentlichungen

### Monografien
- Die Entwicklung der geographischen Wissenschaft seit dem 18. Jahrhundert. Wissenschaftliche Editionsgesellschaft, Berlin 1948. (=Quellensammlung zur Kulturgeschichte. 5.)
- Regionale Stadttypen im niedersächsischen Raum zwischen Weser und Elbe. Verlag des Amtes für Landeskunde, Remagen 1952. (=Forschungen zur deutschen Landeskunde. 66.)
- Dichtezentren der Menschheit. Schroedel, Hannover u. a. 1953. (=Die bewohnte Erde. Nr. 2.)
- Allgemeine Siedlungsgeographie. de Gruyter, Berlin 1959 (=Lehrbuch der allgemeinen Geographie. 6.) (mehrere Neuauflagen)
- zus. mit Karl Heinz Schröder: Die ländlichen Siedlungsformen in Mitteleuropa. Grundzüge und Probleme ihrer Entwicklung. Bundesforschungsanstalt für Landeskunde und Raumordnung, Bad Godesberg 1969. (=Forschungen zur deutschen Landeskunde. Bd. 175.) (2. ergänzte Auflage, Zentralausschuss für Dt. Landeskunde, Trier 1978, ISBN 3-88143-017-3(formal falsch))

### Aufsätze (Auswahl)
- Die Bergbausiedlungen im Mährischen Gesenke. In: Petermanns Geographische Mitteilungen. 93. 1949. S. 97–112.
- Die geographische Forschung in Niedersachsen. In: Geographische Rundschau. 2. 1950. S. 201–207.
- Das Oberschlesische Industrierevier. In: Geographische Rundschau. 3.1951. S. 52–55.
- Die Entstehung der niedersächsischen Stadt. In: Petermanns Geographische Mitteilungen. 95. 1951. S. 161–171.
- Das Problem der regionalen Stadttypen an europäischen Beispielen. Tagungsbericht und wissenschaftliche Abhandlungen des 28. Deutschen Geographentags in Frankfurt/M. Remagen 1951. S. 133–140.
- Patschkau und Einbeck. Ein stadtgeographischer Vergleich. In: Festschrift der Stadt Einbeck zur 700-Jahrfeier. 1952. S. 89–107.
- zus. mit Erich Obst: Die ostdeutsche Wirtschaft im Rahmen Europas. In: Der deutsche Osten und das Abendland. München 1953. S. 115–192.
- Die Agrarreform des 18.–20. Jahrhunderts in ihrem Einfluß auf das Siedlungsbild. In: Hannoversches Hochschuljahrbuch. 1954/55. S. 155–167.
- Markt und Marktleben im französischen Baskenland. In: Jahrbuch der Geographischen Gesellschaft zu Hannover. 1956/57. S. 139–152.
- Die Bedeutung von Freiburg im Breisgau, insbesondere hinsichtlich seiner sozial- und wirtschaftlichen Struktur. In: Geographische Rundschau. 14. 1962. S. 173–179.
- Die kulturgeographische Bedeutung Schlesiens und Breslaus im Rahmen Mitteleuropas. In: Jahrbuch der Schlesischen Friedrich-Wilhelms-Universität zu Breslau. Würzburg. 8. 1963. S. 339–364.